# Sven Peter Egelin
Sven Peter Egelin, född 25 december 1760 i Vadstena, död 5 oktober 1826 i Östra Skrukeby socken, var en svensk präst. 

## Biografi
Sven Peter Egelin föddes 1760 i Vadstena. Han var son till kyrkoherden Andreas Egelin och Catharina Thollander. Egelin blev höstterminen 1781 student vid Uppsala universitet och prästvigdes 7 juni 1789. Han blev 25 juni 1798 komminister i Sya församling, där han tillträdde direkt. Egelin blev 4 juni 1800 vice pastor och avlade pastoralexamen 14 maj 1806. Han blev 13 november 1816 kyrkoherde i Östra Skrukeby församling, där han tillträdde 1817. Han blev också  17 maj 1821 kyrkoherde i Lillkyrka församling, där han tillträdde direkt, och blev 14 juli 1824 prost. Egelin avle 1826 i Östra Skrukeby socken.

### Familj
Egelin gifte sig 22 juni 1798 med Helena Catharina Printzenstjerna (1770–1837). Hon var dotter till majoren Per Eric Printzenstjerna (1731–1802)och Anna Elisabeth Horrnér. De fick tillsammans barnen Justina (1801–1881), Per Elisæus (1803–1819), Sophia Lovisa (1807–1891), Carolina (1809–1908) och Sven Carl (1812–1874).